# Académie des beaux-arts de Parme
Pour les articles homonymes, voir Académie des beaux-arts.
L’Académie des beaux-arts de Parme est une institution artistique fondée à Parme, en Italie, en 1757, par le duc Philippe Ier de Parme. Elle est logée dans une aile du Palazzo della Pilotta,  face à la Lungoparma, qui abrite actuellement le lycée artistique public Paolo Toschi.

## Histoire
Dès sa fondation, l'Académie institue une série de prix annuels, divisés en catégories, qui permettent de percevoir l'affirmation précoce d'un goût néo-classique. Les contacts entre les artistes de Parme avec Rome et la France sont fréquents, et favorisés par l'acquisition d'œuvres par l'Académie et le Duc, collectionneur passionné.
Dans ce contexte, naît un art de cour tout à fait particulier, qui remplace la recherche du faste et de la prouesse technique, par le goût de l'analyse et de la clarté. C'est ainsi que Giuseppe Baldrighi (1733-1802) fait vivre ses personnages dans une atmosphère intime et sereine.
Parmi les autres peintres italiens à Parme à cette époque, on peut citer Clemente Ruta (1685-1767) et Paolo Toschi (1788-1854).